# Funeral Party
Funeral Party (Death at a Funeral) è un film del 2007 diretto da Frank Oz.

## Trama
Una famiglia inglese si ritrova riunita nella propria casa per il funerale del padre dei fratelli Daniel e Robert: il primo è un uomo semplice, sposato con Jane e che vorrebbe sfondare come scrittore con il suo primo romanzo; il secondo, invece, è un affermato scrittore single che vive a New York ed è tornato alla terra di origine a causa del funerale. Martha, figlia del fratello della vedova, porta il suo fidanzato Simon, per presentarlo a suo padre; trovando il compagno un po' agitato per via dell'imminente incontro col genitore di lei, decide di dargli del Valium che trova a casa del fratello Troy. La boccetta di Valium però si rivela contenere in realtà una droga sintetica preparata da quest'ultimo (studente alla facoltà di farmacia), che provoca allucinazioni per diverse ore.
Durante la cerimonia Simon, sotto l'effetto della droga (che lo ha portato a fare strane cose anche prima della funzione), si alza allarmato perché dice di vedere la bara del morto muoversi, ci sbatte contro e il cadavere cade rovinosamente a terra, quindi, tra lo sgomento generale, il prete si vede costretto a interrompere il funerale. Tra i vari presenti vi è anche uno sconosciuto, Peter, che in privato svela a Daniel di essere stato, negli ultimi mesi, l'amante del padre (che ovviamente non aveva mai parlato di lui in famiglia, per quello nessuno sapeva chi fosse). Irritato per non aver ricevuto niente dal testamento dell'amante, Peter chiede a Daniel di versargli una cifra di 15.000 sterline, altrimenti svelerà a tutti l'orientamento sessuale del morto, per mezzo di foto che dimostrano palesemente l'esistenza del loro rapporto.
Nel frattempo Simon si chiude in bagno in preda alle allucinazioni e Martha cerca di convincerlo a uscire; mentre bussa alla porta, Martha viene raggiunta e baciata da un altro invitato, Justin, un suo ex che non si rassegna all'idea di essere stato lasciato e che la stava pedinando dall'inizio della cerimonia. Simon li vede e così si spoglia nudo e sale sul tetto, intenzionato a suicidarsi di fronte a tutti gli invitati. Martha riesce a fermarlo e riportarlo dentro, rivelandogli di aspettare un bambino.
Intanto Daniel, che nel frattempo ha informato Robert dei fatti, viene raggiunto nello studio da quest'ultimo e da Howard (giovane amico imbranato e ipocondriaco). I tre legano e imbavagliano Peter e tentano di calmarlo, dandogli quello che credono essere Valium (trovata da Howard la boccetta in giardino), ma che in realtà è la stessa droga allucinogena assunta da Simon, di cui gli somministrano ben 5 pillole. Mentre è sotto la custodia di Troy e Howard, in un momento di loro distrazione, Peter riesce a liberarsi e, mentre sta saltando su un divano, in preda agli effetti della droga, cade e sbatte violentemente la testa su un tavolino.
Vedendo che non respira più, i presenti lo credono morto e decidono di nasconderlo nella bara insieme al defunto, cogliendo l'attimo mentre tutti sono in giardino ad assistere alla dichiarazione di Martha a Simon e grazie ad Howard che distrae il prete. Poco dopo, visto che tutto sembra essersi sistemato, la funzione riprende, ma Peter inizia a bussare da dentro la bara; una volta estratto, fa cadere inavvertitamente le foto che riprendono i rapporti sessuali che ebbe con l'amante deceduto proprio ai piedi della vedova Sandra che, sconvolta e inviperita, assale l'amante del marito (dopo che questi le ha lanciato le foto incriminate). Proprio quando il caos sembra aver preso il sopravvento nella funzione, Daniel richiama l'attenzione di tutti alzando la voce e riuscendo, alla fine, a fare non l'elogio funebre noioso e prolisso da lui scritto e che per tutto il film non era riuscito a pronunciare, bensì uno di getto, proveniente dal più profondo del suo cuore: ricorda a tutti che suo padre era un uomo meraviglioso, gentile, altruista e corretto, al di là di tutti i suoi difetti e dei suoi vizi, che non possono mancare in un essere umano, e che il mondo sarebbe un posto migliore se tutti fossero altruisti come lo era lui.
La sera, quando tutti se ne sono andati, Robert si complimenta con Daniel per il discorso che ha fatto e propone di portare per un po' la loro madre con lui a New York, cosicché Daniel e Jane possano rilassarsi ed acquistare l'appartamento che da tanto speravano di prendere. La conversazione viene interrotta da Jane, che li informa che lo zio Alfie passerà la notte con loro, essendo stato vittima di un attacco di panico mentre era in bagno (in realtà l'anziano era lucido e tranquillo e quelle che tutti ritenevano essere allucinazioni erano invece invettive causato dall'aver visto Daniel e Robert che trascinavano l'incosciente Peter nella bara), e dice di avergli dato del Valium per calmarlo, il che, per ovvi motivi, sconvolge i due fratelli. Il film si chiude infatti con lo zio Alfie nudo sul tetto in preda agli effetti della droga.

## Location
Gran parte del film è stato girato alla Chenies Manor House di Chenies nell'Inghilterra meridionale in sette settimane.

## Slogan promozionali
- «Last rites... and wrongs.»
- «Quando una vita finisce cominciano i guai.»

## Remake
Nel 2010 è stato realizzato un rifacimento statunitense del film, intitolato in italiano Il funerale è servito. Il film è diretto da Neil LaBute ed è composto da un cast prevalentemente afroamericano, che comprende Chris Rock, Martin Lawrence, Danny Glover, Regina Hall, Tracy Morgan, Zoe Saldana e Peter Dinklage, che riprende lo stesso ruolo che aveva in Funeral Party, sebbene con un nome diverso.